# 20th Century Studios

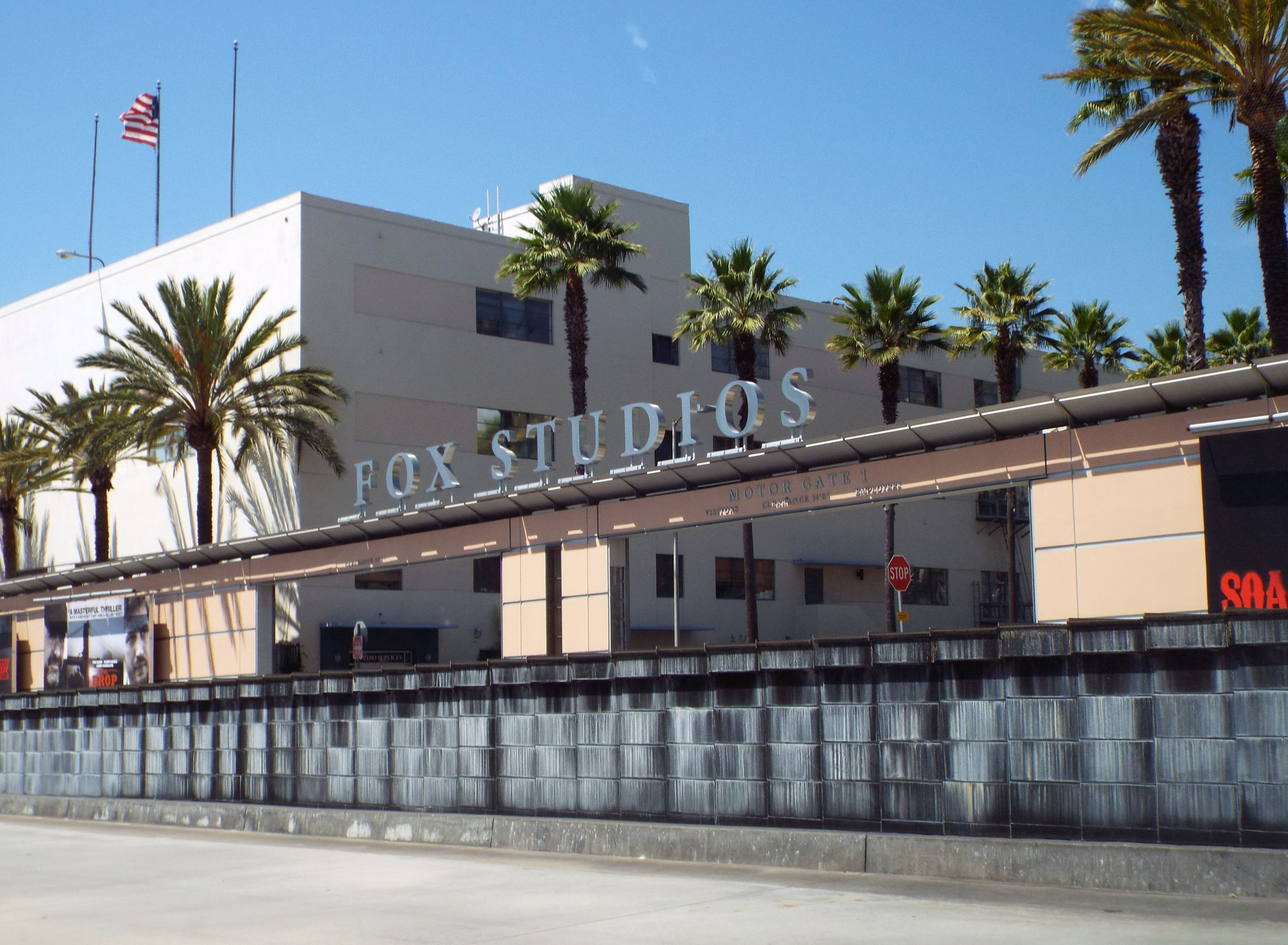
Vchod do 20th Century Fox Studia

20th Century Studios (dříve známé jako Twentieth Century Fox Film Corporation, Twentieth Century Fox, 20th Century Fox nebo jednoduše Fox) je americké filmové studio, které je vlastněno americkým mediálním konglomerátem The Walt Disney Company. Studio je řazeno mezi tzv. Velkou pětku filmových studií v Hollywoodu. Nachází se v oblasti Century City ve městě Los Angeles. Mezi lety 1984 a 2013 bylo studio vlastněno společností News Corporation, v letech 2013–2019 21st Century Fox.
Součástí 20th Century Fox je také televizní produkční společnost 20th Television, jejíž součástí je distribuční syndikát 20th Television a dceřiná společnost Touchstone Television. Od roku 1936 do roku 1942 byl součástí studia také rozhlas Twentieth Century Fox Presents. 20th Century Fox je členem neziskové organizace Motion Picture Association of America.
V roce 2020 došlo k přejmenovaní studia na 20th Century Studios.

## Historie
Společnost vznikla 31. května 1935 sloučením Fox Film Corporation (ta byla založena roku 1915 Williamem Foxem) a Twentieth Century Pictures (tu založili v roce 1933 Darryl F. Zanuck, Joseph Schenck, Raymond Griffith a William Goetz). Joseph Schenck se stal předsedou a výkonným ředitelem, přičemž prezidentem studia zůstal Sidney Kent. Darryl F. Zanuck se stal viceprezidentem výroby a nahradil tak dosavadního Winfielda Sheehana.
Symbolem a logem studia byl do roku 2020 nápis mezi reflektory, který navrhl Rocky Longo, a který je doplněn fanfárami Alfreda Newmana.

### Akvizice společností Disney
V prosinci 2017 bylo oznámeno, že The Walt Disney Company odkoupí za 52,4 miliardy dolarů většinu aktivit společnosti 21st Century Fox, včetně některých televizních stanic a filmového studia 20th Century Fox. Transakce byla dokončena 20. března 2019. Dne 17. ledna 2020 Disney přejmenovalo studio 20th Century Fox na 20th Century Studios. Účelem změny názvu studia má být odlišení dceřiné společnosti od firmy Fox Corporation Ruperta Murdocha.

## Filmy
Mezi nejznámější filmy z dílen 20th Century Studios patří Star Wars, Avatar, Doba ledová, Garfield ve filmu, X-Men, Smrtonosná past, Vetřelec, Planeta opic, Sám doma, Noc v muzeu, Simpsonovi ve filmu, Predátor, Letopisy Narnie, Největší showman, ... . Mezi největší hvězdy, které proslavilo toto studio, patří Shirley Temple-Blacková, Betty Grableová, Gene Tierneyová, Marilyn Monroe a Jayne Mansfieldová.